# Деди IV фон Веттин
Деди (Дедо) IV (нем. Dedo IV.; ок. 1090 — 16 декабря 1124) — граф Веттина ранее 1116, граф Гройча, фогт Наумбурга, старший сын графа Брены Тимо из династии Веттинов и Иды, дочери герцога Баварии Оттона Нортхеймского.

## Биография

### Правление
После смерти отца Деди унаследовал часть графства Брена, получившую название графства Веттин. Владения были небольшие. Младший брат Деди, Конрад, получивший другую часть графства с титулом графа Брены, предъявлял права на Мейсенскую и Лужицкую марки, находившиеся во владении малолетнего Генриха II Младшего, сына их двоюродного брата. Деди поддерживал устремления Конрада, но тот в 1121 году попал в плен к Генриху II.
В последние годы жизни Деди основал монастырь Петерсберг на горе Лаутерберг под Галле. Завершение постройки он поручил брату Конраду, получившему свободу после смерти Генриха II Мейсенского в 1123 году. Сам же Деди отправился в паломничество в Иерусалим. На обратной дороге он умер 16 декабря 1124 года.
Благодаря браку с дочерью графа Випрехта фон Гройч Деди носил также титул графа Гройча. От этого брака (позже аннулированного) у Деди сыновей не было, только дочь, поэтому его владения унаследовал брат — Конрад.
Жена Деди пережила его на 20 лет. Она завещала графство Гройч одному из сыновей Конрада, Деди V.

### Брак и дети

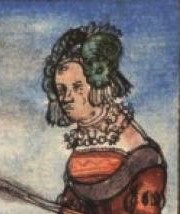
Берта фон Морунген

Жена: Берта фон Морунген (ум. 16 мая 1144), дочь графа Випрехта фон Гройч и Юдит Чешской. Позже брак был аннулирован. Дети:
- Матильда (ум. 1152); муж: с 1143 Рапото II (ум. 1147/1172), граф фон Абенберг